# To Say Nothing of the Dog
To Say Nothing of the Dog (letteralmente "per non parlare del cane") sottotitolo or, How We Found the Bishop's Bird Stump at Last è un romanzo di fantascienza umoristico della scrittrice Connie Willis, pubblicato nel 1997 . L'autrice ha ambientato il romanzo nello stesso melieu di sue tre precedenti opere: il racconto Fire Watch e i romanzi L'anno del contagio (Doomsday Book, 1992) e Blackout/All Clear (2010).

## Storia editoriale
Il titolo dell'opera è ripreso del sottotitolo del romanzo di Jerome K. Jerome, 'Tre uomini in barca (per non parlar del cane)  (Three Men in a Boat - To Say Nothing of the Dog, 1889) come spiegato dalla scrittrice stessa nella dedica del libro a Robert A. Heinlein che nel suo romanzo La tuta spaziale (Have Space Suit... Will Travel, 1958) aveva menzionato l'opera di Jerome.
Il romanzo di Connie Willis ha vinto nel 1999 il Premio Hugo per il miglior romanzo e il Premio Locus per il miglior romanzo di fantascienza, nel 2000 il Premios Ignotus per il miglior romanzo di fantascienza straniero pubblicato in Spagna, nel 2001 il Prix Ozone per il miglior romanzo straniero di fantascienza pubblicato in Francia, nel 2002 il Kurd Lasswitz Preis per il miglior romanzo di fantascienza straniero pubblicato in Germania,

## Trama
Ned Henry è un viaggiatore nel tempo che, nel 1940, sta studiando la cattedrale di Coventry prima della sua distruzione nel bombardamento della città nella seconda guerra mondiale: sta cercando in modo particolare, la reliquia di un vescovo. Ritorna senza successo all'Università di Oxford nel suo anno di provenienza, il 2057.
La reliquia del vescovo è necessaria per il restauro della cattedrale finanziato da Lady Schrapnell, una ricca donna neo-aristocratica americana con una volontà di ferro. La donna ha ingaggiato la maggior parte del dipartimento di storia dell'Università di Oxford per ricostruire la cattedrale esattamente com'era prima che fosse distrutta. Prima di intraprendere ulteriori viaggi, Ned deve riprendersi dal "jet lag temporale" e viene mandato in ospedale. Lady Schrapnell, tuttavia, insiste perché lo studioso intraprenda immediatamente un nuovo viaggio di ricerca, indietro nel tempo. Il professor Dunworthy, responsabile della macchina del tempo, decide di rimandarlo nell'era vittoriana, precisamente nel 1888.
Dunworthy ha un secondo fine nell'inviarlo nel 1888, poiché un altro viaggiatore del tempo sembra aver violato le leggi del continuum riportando nel 2057 un oggetto sottratto dal passato. Teoricamente, nulla può essere trasportato attraverso la macchina del tempo in entrambe le direzioni e infrangere questa regola potrebbe causare un paradosso temporale. Gli storici e gli scienziati credono che l'oggetto possa lacerare il tempo stesso se non viene riportato subito nel 1888.
Ned, che conosce solo la storia del XX secolo e soffre ancora del jet lag, riceve un corso accelerato sull'epoca vittoriana mentre contemporaneamente gli viene spiegata la sua missione. La frettolosa spiegazione, le istruzioni imprecise e il nuovo viaggio nel tempo, gettano Ned in confusione.
Ned giunge nel 1888 ma, a sua insaputa, non giunge nel luogo dove avrebbe dovuto incontrare un altro viaggiatore del tempo che lo avrebbe dovuto aiutare nella missione. Per errore si materializza invece in una stazione ferroviaria a 30 miglia di distanza dal luogo preventivato. Qui incontra Terence St. Trewes, un giovane studente universitario di Oxford, scambiandolo per il suo contatto. Accetta di dividere il costo del noleggio di una barca per un viaggio sul Tamigi da Oxford fino a Muchings End, dove Terence spera di incontrare la sua innamorata, Tocelyn "Tossie" Mering. Dopo molte disavventure Ned, Terence, il cane Cyril e il Professor Peddick, aggregatisi al gruppo, arrivano a Muchings End. Qui Ned incontra il suo contatto, una giovane donna di nome Verity Kindle, che finge di essere la cugina di Tossie. Lady Schrapnell aveva inviato Verity nel passato affinché leggesse il diario di Tossie. La ragazza, infatti, era un'antenata di Lady Schrapnell e nelle sue memorie aveva descritto un evento che, qualora non fosse accaduto a causa del furto dell'oggetto, avrebbe cambiato la storia futura. È solo a questo punto che Ned scopre la natura dell'oggetto che deve restituire: il gatto domestico di Tossie. Nel 2057, infatti, i gatti sono tutti estinti e l'incongruenza del gatto sopravvissuto nel futuro, avrebbe causato il collasso del tempo.
Ned e Verity tentano continuamente di risolvere l'incongruenza del viaggio nel tempo. Devono conoscere le storie dei personaggi che li circondano e l'impatto dei loro discendenti sulla storia futura; i loro goffi tentativi di ripristinare la normale catena degli eventi, causano effetti domino avanti e indietro nella storia, da Waterloo alla seconda guerra mondiale e persino al 2018, anno in cui è stato inventato il viaggio nel tempo. Dopo diverse vicende che vedono i due viaggiatori del futuro tentare di rimediare ai paradossi venutisi a creare, Ned e Verity finiscono, erroneamente, in epoche diverse, tentando di tornare al 2057. In loro assenza, il tempo stesso corregge la loro ingerenza e l'anno 1888 ritorna alla normalità.
L'avventura vissuta e gli esiti del viaggio dimostrano agli scienziati del 2057 che gli oggetti possono essere trasportati nel tempo e dà inizio a una nuova fase di recupero di oggetti antichi persi o distrutti o di animali estinti.

## Edizioni
- (EN) Connie Willis, To Say Nothing of the Dog, or How We Found the Bishop's Bird Stump at Last, 1ª ed., Norwalk, The Easton Press, 1998.
- (EN) Connie Willis, To Say Nothing of the Dog, Bantam Books, 1998,  pp. 493, ISBN 978-0-553-57538-5.
- (ES) Connie Willis, Por no mencionar al perro, traduzione di Rafael Marín Trechera, n. 122, Nova, Ediciones B, 1999,  p. 542, ISBN 978-84-406-9104-0.
- (FR) Connie Willis, Sans parler du chien ou Comment nous retrouvâmes enfin la potiche de l'évêque, traduzione di Jean-Pierre Pugi, Millénaires, Parigi, J'ai Lu, 2000,  p. 535, ISBN 978-2-290-30374-0.
- (DE) Connie Willis, Die Farben der Zeit oder ganz zu Schweigen von dem Hunde und wie wir des Bischofs Vogeltränke schließlich doch fanden, traduzione di Christian Lautenschlag, n. 6379, Heyne Science Fiction & Fantasy, Monaco di Baviera, Heyne, 2001,  p. 719, ISBN 978-3-453-18783-2.